# أوقست كريستيان باومان
أوقست كريستيان باومان (بالنرويجية البوكمول: August Christian Baumann)‏ هو سياسي نرويجي، ولد في 25 مايو 1770 في لونبورغ في ألمانيا، وتوفي في 3 نوفمبر 1831 في كونغسبرغ في النرويج. انتخب عضو برلمان النرويج ‏ وانتخب نائب عضو برلمان النرويج ‏.